# 難民兒童運動

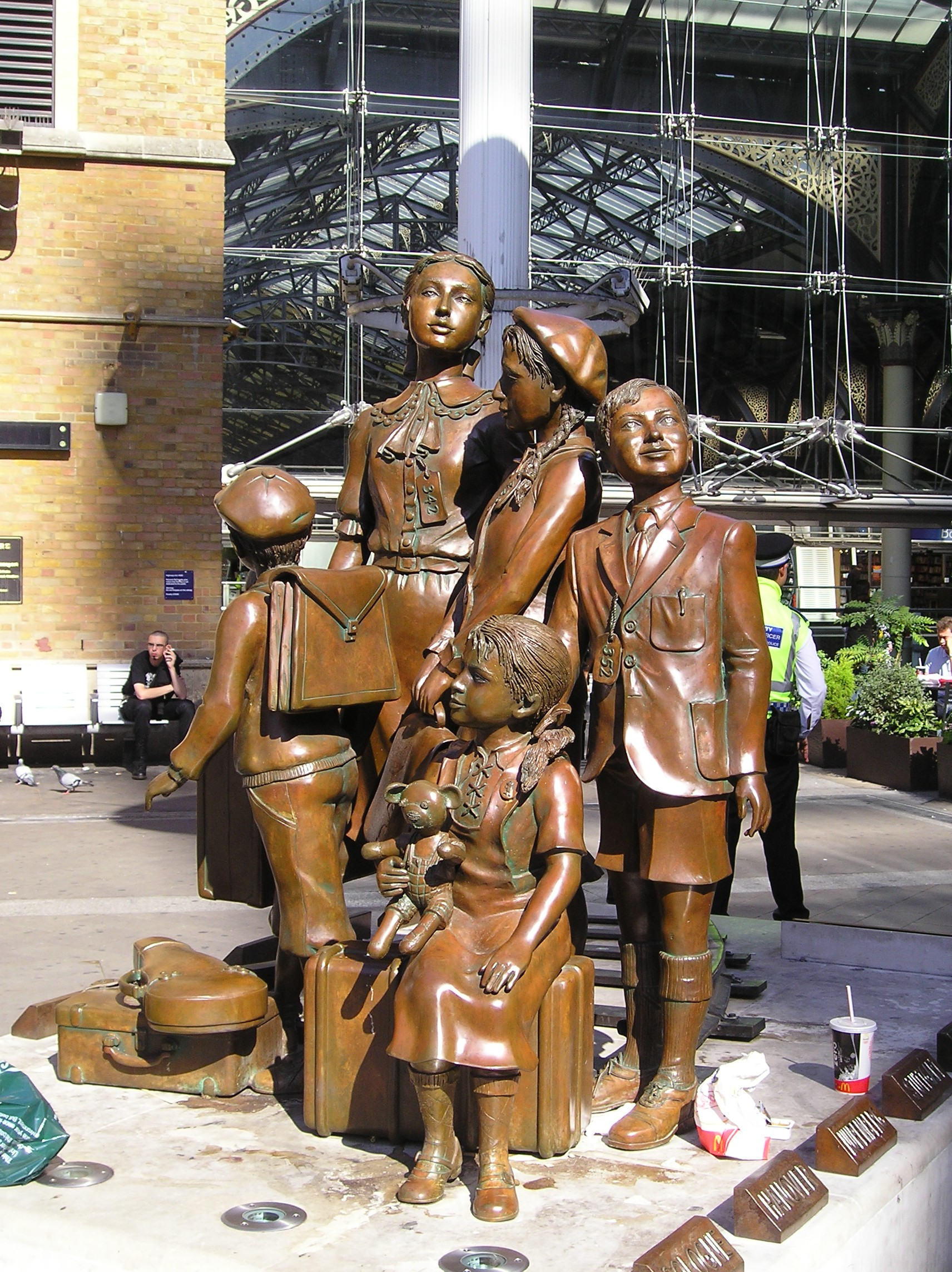
英國利物浦街車站的紀念雕像

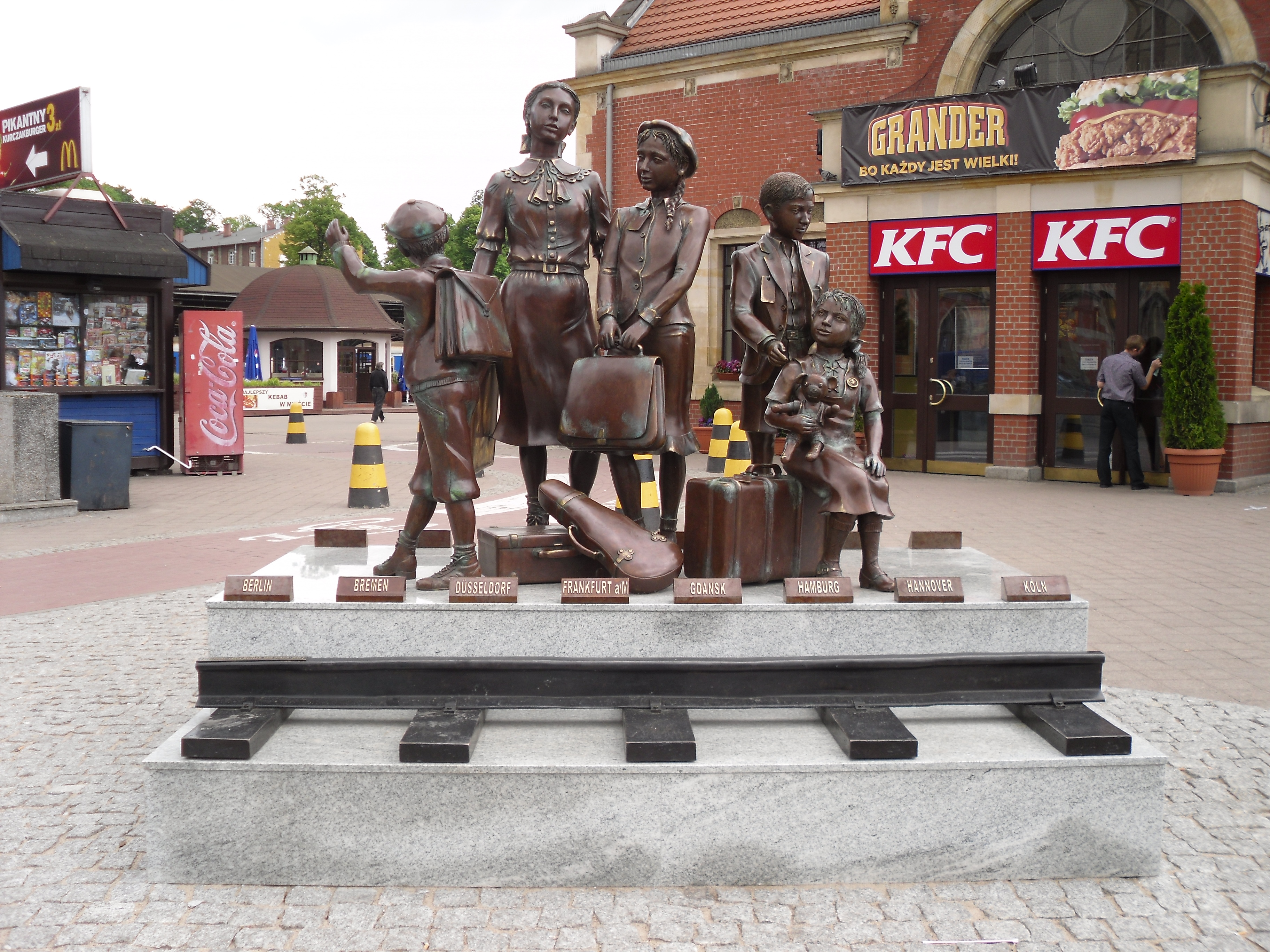
波蘭格但斯克火車總站的紀念雕像

難民兒童運動（德語：Kindertransport）是一個為了拯救猶太兒童而進行的救援工作。在第二次世界大戰爆發的九個月之前，將近一萬名猶太兒童被安置在英國的寄養家庭、旅館、學校和農場。他們大多來自德國、奧地利、捷克斯洛伐克、波蘭和但澤自由市，絕大多數的孩童是他們家族中唯一的倖存者。
世界猶太人救濟組織（當時叫中央英德猶太人基金）成立於1933年，其宗旨為以任何可能的方式援助猶太人在德國和奧地利的需求。許多疏散至英國的猶太兒童難民均是由世界猶太人救濟組織救援的。

## 著名的倖存者
許多在難民兒童運動中被拯救的孩童日後在社會上均具有許多傑出的表現，以下列出部分的倖存者：
- 沃爾特·科恩，1998年諾貝爾化學獎得主之一。
- 阿諾·彭齊亞斯，1978年諾貝爾物理學獎得主之一。
- 法蘭克·梅斯勒，以色列建築師和雕刻家。
- 史蒂芬妮·希爾利，英國商人、資訊技術先驅、慈善家。